# История почты и почтовых марок Кокосовых островов
История почты и почтовых марок Кокосовых островов тесно связана с историей почты и почтовых марок двух британских колоний и Австралии, которым этот архипелаг в Индийском океане был последовательно подчинён.

## Краткий обзор
Почтовое отделение работало на островах в 1933—1937 годах и постоянно — с 1952 года. Архипелаг располагает специальными почтовыми марками с июня 1963 года и пользовался почтовой самостоятельностью в период с 1979 по 1993 год.
В период с 1963 по 1979 год почтой архипелага ведало почтовое ведомство Австралии, а с 1 января 1994 года — Australia Post, при этом почтовыми марками Кокосовых островов и Австралии можно оплачивать почтовые отправления на обеих этих территориях.
По данным каталога «Стэнли Гиббонс», почтовое ведомство Австралии в период с 1963 по 1979 год выпустило 31 почтовую марку по сравнению с 264 марками, эмитированными местной администрацией в период с 1979 по 1993 год. В течение первых десяти лет своего управления Australia Post выпустила 112 почтовых марок.

## Период до 1955 года
Во время Первой мировой войны в сражении за Кокосовые острова Императорские военно-морские силы Германии и Королевский австралийский военно-морской флот боролись за контроль над телеграфной станцией Кокосовых островов, осуществлявшей связь между Великобританией и её владениями в Тихом океане.
Почтовое отделение открылось на Кокосовых островах в период между 1 апреля 1933 года и 1 марта 1937 года. В наличии были почтовые марки Стрейтс Сетлментс вначале с изображением короля Георга V, затем короля Георга VI. Управление Кокосовыми островами осуществлялось колонией Стрейтс Сетлментс.
Во время Второй мировой войны британские войска обороняли телекоммуникационные объекты островов от продвижения японцев.
Почта, где продавались почтовые марки Сингапура, возобновила работу 2 сентября 1952 года.

## Под контролем Австралии

### Австралийская территория
В 1955 году, в ходе подготовки к предоставлению независимости Сингапуру, Великобритания передала контроль над Кокосовыми островами Австралии. Было введено законодательство Австралии, в том числе — почта, почтовые марки и валюта, австралийский фунт сменил доллар Малайи и Британского Борнео. Однако почта считалась негосударственной: местный почтмейстер получал комиссионные в зависимости от показанных им финансовых результатов.
11 июня 1963 года почтовое ведомство Австралии выпустило шесть почтовых марок (SG #1—6) с текстом «COCOS (KEELING) ISLANDS» («Кокосовые (Килинг) острова»), который фигурировал на всех марках островов до конца 1993 года, и с рисунками на темы, связанные с жизнью и географией островов. Эту серию нарисовал и выгравировал Э. Джоунз (E. Jones).
14 февраля 1966 года переход на десятичную валюту в Австралии обусловил обращение только австралийских почтовых марок, номиналы которых были обозначены в австралийских долларах и центах. Новая серия стандартных марок для Кокосовых островов с номиналами в новой валюте была эмитирована 9 июля 1969 года. На 12 марках серии изображена местная флора и фауна (SG #8—19). 29 марта 1976 года её сменила новая серия из 12 марок о кораблях, сыгравших роль в истории Кокосовых островов (SG #20—31).

### Почтовая самостоятельность
В конце 1990-х годов Австралия приобрела принадлежавшую семье Клуни-Росс (Clunie-Ross) собственность на островах и предоставила широкую автономию их жителям. Почтовая служба стала независимой от Австралии и 1 сентября 1979 года выпустила свои первые почтовые марки с изображением флага Австралии, карты и ландшафта атолла (на марке номиналом в 20 центов), и Законодательного совета (Statutory Council) (на марке номиналом в 50 центов) (SG #32—33). Почтовые марки Австралии вышли из обращения на островах.
Программа выпуска почтовых марок полностью выполнялась типографией в Мельбурне. Их тематика была связана с архипелагом и патриотическими чувствами: флора и фауна, местная история и история мореплавания, австралийский флаг и события из жизни британской королевской семьи.

### Почта Австралии
Последовав примеру острова Рождества в марте 1993 года, почтовая связь Кокосовых островов перешла от местного органа почте Австралии (Australia Post). Почтовые марки Кокосовых островов, выпущенные после 1994 года с надписью «COCOS (KEELING) ISLANDS AUSTRALIA» («Кокосовые (Килинг) острова Австралия») также пригодны для почтового обращения на территории Австралии, а почтовые марки Австралии — на островах архипелага.
С 1994 года ежегодно производятся один или два выпуска почтовых марок, причём только на местную тематику. Марки преимущественно посвящены местной фауне.

## Сводная таблица
Ниже суммированы сведения о почтовых марках, находившихся в обращении на Кокосовых островах в тот или иной исторический период начиная с 1933 года:
| Годы                                           | Почтовые марки в обращении                                                                          |
| ---------------------------------------------- | --------------------------------------------------------------------------------------------------- |
| Номинал в долларах Стрейтс Сетлментс           | |
| 1933—1937                                      | Malaya / Straits Settlements (Малайя / Стрейтс Сетлментс)                                           |
| Номинал в долларах Малайи и Британского Борнео | |
| 1952—1955                                      | Malaya / Singapore (Малайя / Сингапур)                                                              |
| Номинал в австралийских фунтах                 | |
| 1955—1966                                      | Почтовые марки Австралии Australia (Австралия)                                                      |
| 1963—1966                                      | Cocos (Keeling) Islands (Кокосовые (Килинг) острова)                                                |
| Номинал в австралийских долларах               | |
| 1966—1979                                      | Почтовые марки Австралии Australia (Австралия)                                                      |
| 1969—1993                                      | Cocos (Keeling) Islands (Кокосовые (Килинг) острова)                                                |
| 1994—                                          | Cocos (Keeling) Islands Australia (Кокосовые (Килинг) острова Австралия) и почтовые марки Австралии |
| Примечания                                     | |
| курсив                                         | обозначение страны на марке                                                                         |
| (в скобках)                                    | перевод на русский язык                                                                             |